# Ceroptera setiger
Ceroptera setiger är en tvåvingeart som beskrevs av Vanschuytbroeck 1945. Ceroptera setiger ingår i släktet Ceroptera och familjen hoppflugor.
Artens utbredningsområde är Kongo. Inga underarter finns listade i Catalogue of Life.